# Óscar Molina (Fußballspieler)
Óscar Molina war ein chilenischer Fußballspieler. Der Stürmer absolvierte ein Länderspiel für Chile. 

## Karriere

### Verein
Auf Vereinsebene spielte Óscar Molina 1924 für den Verein CD Ferroviarios aus der Hauptstadt Santiago. Weiteres ist über seine Vereinskarriere nicht belegt.

### Nationalmannschaft
Óscar Molina debütierte beim Campeonato Sudamericano 1924 in Uruguay bei der 0:5-Niederlage gegen den Gastgeber. Beim Turnier kam das Team von Nationaltrainer Carlos Acuña mit drei klaren Niederlagen nicht über den letzten Platz hinaus. Es blieb das einzige Länderspiel des Offensivakteurs.